# كمامات وطن (مسلسل تلفزيوني)
كمامات وطن أو كما مات وطن : هو مسلسل تلفزيوني عراقي يعرض على قناة الشرقية العراقية، من إنتاج قناة الشرقية، مسلسل درامي، كوميدي، يناقش قضايا أجتماعية منها حول انتشار وباء كورونا، وحول الأحتجاجات العراقية ولكل حلقة موضوع وقصة منفصلة تناقش مشاكل من الواقع عُرض الموسم الأول عام 2020، والموسم الثاني عام 2021، والموسم الثالث عام 2022، والموسم الرابع عام 2025.

## كادر العمل
يؤدي الأدوار عدة فنانين عراقيين منهم:
- أياد راضي
- سعد خليفة
- محمد اياد راضي
- ماجد جبار
- ماجد أبو زهرة
- ميثم صالح
- نسمة
- سولاف جليل
- ميثم عصام
- شيماء رعد
- صبا إبراهيم
- زينة الدليمي[3]
- مارينا العبيدي

## الجوائز
| السنة | الجائزة                                     | الفئة            | النتيجة | المراجع.    |
| ----- | ------------------------------------------- | ---------------- | ------- | ----------- |
| 2021  | جائزة إي تي بالعربي لأفضل الأعمال الرمضانية | أفضل مسلسل عراقي | رُشِّح     | [ 4 ] [ 5 ] |